# Ōamishirasato
Ōamishirasato (大網白里市, Ōamishirasato-shi) est une ville de la préfecture de Chiba, au Japon.

## Géographie

Situation d'Ōamishirasato dans la préfecture de Chiba.

### Localisation
Ōamishirasato est située dans le centre de la péninsule de Bōsō, au bord de l'océan Pacifique.

### Démographie
En novembre 2020, la population d'Ōamishirasato s'élevait à 49 019 habitants, répartis sur une superficie de 129,87 km2.

## Histoire
Le bourg d'Ōamishirasato été créé le 1er décembre 1954 par la fusion des villages d'Ōami et Shirasato, et a obtenu le statut de ville le 1er janvier 2013.

## Transports
Ōamishirasato est desservie par les lignes Sotobō et Tōgane de la JR East. La gare d'Ōami est la principale gare de la ville.